# 北辰站 (昆明市)
北辰站是昆明地铁2号线的地铁车站，位于中华人民共和国云南省昆明市盘龙区北京路与北辰大道交叉口，于2014年4月30日开通。

## 车站结构
北辰站位于北京路与北辰大道交叉口，沿北京路设置，呈南北走向，为地下两层岛式站台车站，车站长457.6米，标准段宽19.7米，车站地下一层为站厅层，地下二层为站台层，站台设置全高站台门。车站北侧设有两条存车线。
| 地面              | 出入口 | A、B、C、D出入口 |
| 地下一层          | 站厅   | 客服中心、自动售票机、验票机 |
| 地下二层          | 站台   | \| \| \| █ 2号线往北部汽车站（霖雨桥） \| \| 島式 · 開右邊车门 \| \| \| \| \| \| █ 2号线往 █ 1号线大学城南及昆明南火车站（金星） \| |
|                   |        | █ 2号线往北部汽车站（霖雨桥） |
| 島式 · 開右邊车门 |        | |
|                   |        | █ 2号线往 █ 1号线大学城南及昆明南火车站（金星）                                                                                     |

## 出入口
北辰站共有4个出入口，近C出入口设两个地下连通道连通欣都龙城购物中心，各出口及周围设施如下所示：
| 编号                  | 地点     | 建议前往的目的地               | 照片 |
| --------------------- | -------- | ------------------------------ | ---- |
| 出口 · A              | 北京路   | 云南省自然资源公安局           |      |
| 出口 · B · 升降机标志 | 金色大道 | 领域时代小区、中国银行         |      |
| 出口 · C              | 北辰大道 | 欣都龙城                       |      |
| 出口 · D              | 北辰大道 | 北辰财富中心、凤凰城、北辰小区 |      |
| 註： 設有             |          |                                |      |

## 接驳交通

### 公交车
- 北辰大道路口(北京路)：23路，23路夜，61路，96路，146路，安宁K18路
- 北京路口(北辰大道)：72路，92路，Z148路，Z38路，Z97路

## 车站历史
本站建设时期工程名为北辰小区站，开通前确定以北辰站作为车站正式名称。
- 2011年12月6日，车站主体结构封顶[2]。
- 2014年4月30日，车站随1、2号线首期工程全线通车开通[1]。